# 킬링 지평
킬링 지평은 동역학적 아인슈타인 장 방정식을 참조하지 않고 시공간 경계를 묘사하기 위해 일반 상대성 이론과 일반화에 사용되는 기하학적 구조이다. 수학적으로 킬링 지평은 킬링 벡터장의 노름이 사라지는 것으로 정의되는 널 초곡면이다(둘 다 독일 수학자 빌헬름 킬링의 이름을 따서 명명됨). 킬링 벡터에 의해 생성된 널 초표면으로 정의할 수도 있으며, 이는 해당 곡면에서 널이다.
호킹이 (아인슈타인 장 방정식을 참조하지 않고)휘어진 시공간에서 양자장론이 붕괴로 형성된 블랙홀이 열복사를 방출할 것이라고 예측했다는 사실을 보여준 후, 시공간 기하학(킬링 지평)과 양자장에 대한 열 효과 사이에 예상치 못한 연관성이 있다는 것이 분명해졌다.  효과. 특히 열 복사와 시공간 사이에는 킬링 벡터장에 직교하는 한 쌍의 교차 널 초곡면으로 구성된 분기형 킬링 지평을 갖는 1매개변수 등거리 변환군을 허용하는 아주 일반적인 관계가 있다.

## 평평한 시공간
부호 {\displaystyle (+,-,-,-)}인 준 데카르트 좌표 {\displaystyle (t,x,y,z)}인 민코프스키 시공간에서 킬링 지평의 예는 로런츠 부스트(시공간의 킬링 벡터)에 의해 제공된다.
{\displaystyle V=x\,\partial _{t}+t\,\partial _{x}.}
{\displaystyle V}의 노름의 제곱은
{\displaystyle g(V,V)=x^{2}-t^{2}=(x+t)(x-t).}
그러므로, {\displaystyle V}는 방정식의 초평면에서만 null이다.{\displaystyle x+t=0,{\text{ and }}x-t=0,}이는 종합적으로 {\displaystyle V}에 의해 생성된 킬링 지평이다.

## 블랙홀 킬링 지평
커-뉴먼 계량과 같은 정확한 블랙홀 계량에는 작용권 과 일치할 수 있는 킬링 지평이 포함되어 있다. 이 시공간에서 해당 킬링 지평은 다음 위치에 있다.{\displaystyle r=r_{e}:=M+{\sqrt {M^{2}-Q^{2}-a^{2}\cos ^{2}\theta }}.}일반적인 좌표에서 킬링 지평 외부의 킬링 벡터장 {\displaystyle \partial /\partial t}은 시간꼴이고 내부는 공간꼴이다.
또한, {\displaystyle \partial /\partial t}과 {\displaystyle \partial /\partial \phi }의 특정 선형 결합을 고려하면 둘 다 킬링 벡터장이며 사건 지평과 일치하는 킬링 지평을 생성한다.
킬링 지평과 관련된 것은 표면 중력 {\displaystyle \kappa }으로 알려진 기하학적 양이다. 표면 중력이 사라지면 킬링 지평이 퇴화되었다고 한다.
휘어진 시공간의 양자장론을 블랙홀에 적용하여 구한 호킹 복사의 온도는 {\displaystyle T_{H}={\frac {\hbar c\kappa }{2\pi k_{B}}}}에 의해 표면중력 {\displaystyle c^{2}\kappa }과 관련이 있다  여기서 {\displaystyle k_{B}}는 볼츠만 상수이고 {\displaystyle \hbar }는 디랙 상수이다.

## 우주론적 킬링 지평
더시터르 공간에는 {\textstyle r={\sqrt {3/\Lambda }}}에 킬링 지평이 있다. 온도에서 열복사 {\textstyle T={\frac {1}{2\pi }}{\sqrt {{\frac {1}{3}}\Lambda }}}를 방출한다.

## 자세한 내용
킬링 지평이라는 용어는 미분기하학의 개념인 킬링 벡터장에서 유래되었다. 주어진 시공간에서 킬링 벡터장은 계량을 보존하는 벡터장이다.
블랙홀의 맥락에서 킬링 지평은 종종 사건의 지평과 연관된다. 그러나 항상 같은 것은 아니다. 예를 들어, 회전하는 블랙홀(커 블랙홀)에서는 사건의 지평과 킬링 지평이 일치하지 않는다.
킬링 지평의 개념은 호킹 복사 연구에서 아주 중요하다. 이는 사건의 지평 근처에서 양자 효과로 인해 블랙홀이 방사선을 방출해야 한다는 이론적 예측이다.
킬링 지평은 또한 특이점(양이 무한해지는 지점)이 항상 블랙홀 내부에 숨겨져 있으므로 나머지 우주에서는 관찰할 수 없다고 제안하는 우주 검열 가설 연구에서도 중요한 역할을 한다.